# Israël Roukhomovsky
Israël Katzkelevitch Roukhomovsky (ou Israël Rouchomowski, ou Rouchomovsky), né le 2 octobre 1860 à Mazyr dans l'Empire russe et mort le 17 mars 1936 en France, à Boulogne-Billancourt, est un orfèvre, ciseleur et graveur sur métal juif russe. Il est l'auteur de la célèbre tiare de Saïtapharnès.

## Biographie

### Origines et début de carrière
Né à Mazyr, dans l'actuelle Biélorussie au sein d'une famille juive, Israël Katzkelevitch Roukhomovsky est le fils de Katzkel Roukhomovsky et de son épouse Freida née Kouchelco.
Alors que son père aurait préféré qu'il devienne marchand, enseignant ou rabbin, Israël Roukhomovsky rêve de « créer » et se forme auprès d'un horloger puis d'un orfèvre. Il vit tout d'abord à Kiev avant de partir s'installer à Odessa avec son épouse Marie, née Alouker (1860-1929), et leurs six enfants. À Kiev puis à Odessa, Roukhomovsky se lie d'amitié avec Kalman Lifschitz (père de Boris Souvarine), qui s'établira ensuite comme joaillier à Paris.
À Odessa, Roukhomovsky travaille comme ciseleur et graveur dans les ateliers d'orfèvrerie et de joaillerie de M. de Moret (ou de Morey), fabriquant principalement des matrices de lettres et d'ornements destinées à être estampées sur des boîtes métalliques.

### Roukhomovsky et la tiare de Saïtapharnès

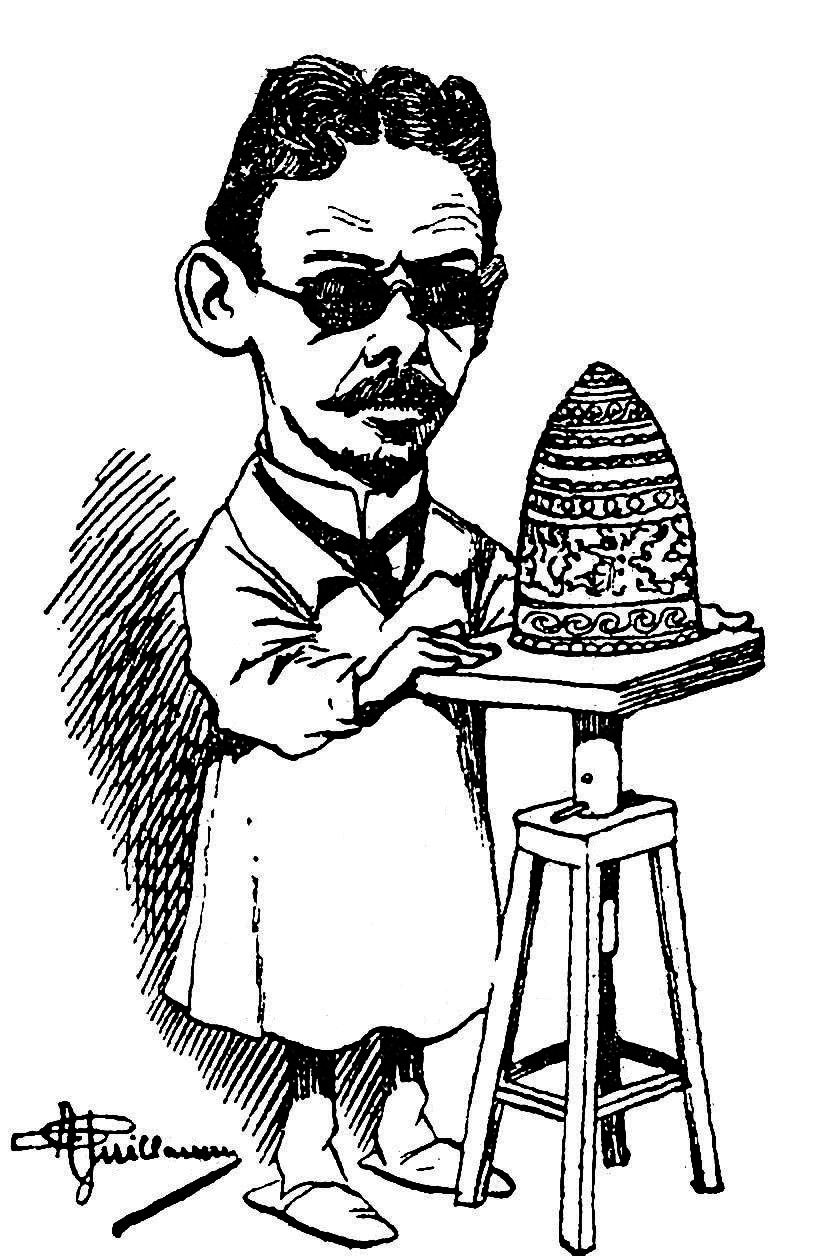
Roukhomovsky et sa fameuse tiare (caricature par Albert Guillaume, 1903).

En 1895, le patron de Roukhomovsky lui fait réaliser une fausse tiare gréco-scythe en or, en faisant croire à l'artisan qu'il s'agit d'un cadeau destiné à un professeur d'archéologie de Kharkov. Cabossée pour lui donner un aspect antique, elle est acquise hâtivement par le musée du Louvre auprès d'un escroc nommé Hochmann en mars 1896.
Très vite, l'authenticité de l’œuvre est mise en doute : son origine réelle et le nom de son auteur (orthographié « Rachoumowsky ») sont bientôt révélés avec exactitude par le directeur du musée d'Odessa, Ernst von Stern (d). Ce dernier a découvert la vérité en enquêtant sur la production de fausses statuettes antiques (une Niké et un Eros sur le centaure) par le même artiste, dans le même atelier et pour les mêmes commanditaires. Craignant probablement des poursuites, De Moret et Roukhomovsky nient dans un premier temps toute implication et adressent des démentis à la presse d'Odessa. Interrogé par la police russe, l'artiste est cependant obligé de reconnaître la paternité de la tiare.
En 1903, l'artiste montmartrois Henri Mayence (d), dit Rodolphe Elina, prétend être l'auteur du faux tandis que l'historien de l'art Théodore Reinach persiste à défendre l'authenticité de la tiare. Ces deux affirmations sont contredites dans la presse par Lifschitz, qui en profite pour prendre la défense de son ami, celui-ci n'ayant pas su que son travail serait vendu en tant que fausse antiquité. Finalement, Roukhomovsky se rend à Paris au mois d'avril 1903 pour y rencontrer le savant Clermont-Ganneau, qui a été chargé par le ministère de l'Instruction publique de rédiger un rapport sur l'affaire. Lors de son séjour, financé par le consulat de France à Odessa, il démontre à Clermont-Ganneau que la tiare est bien son œuvre.

### Après la tiare

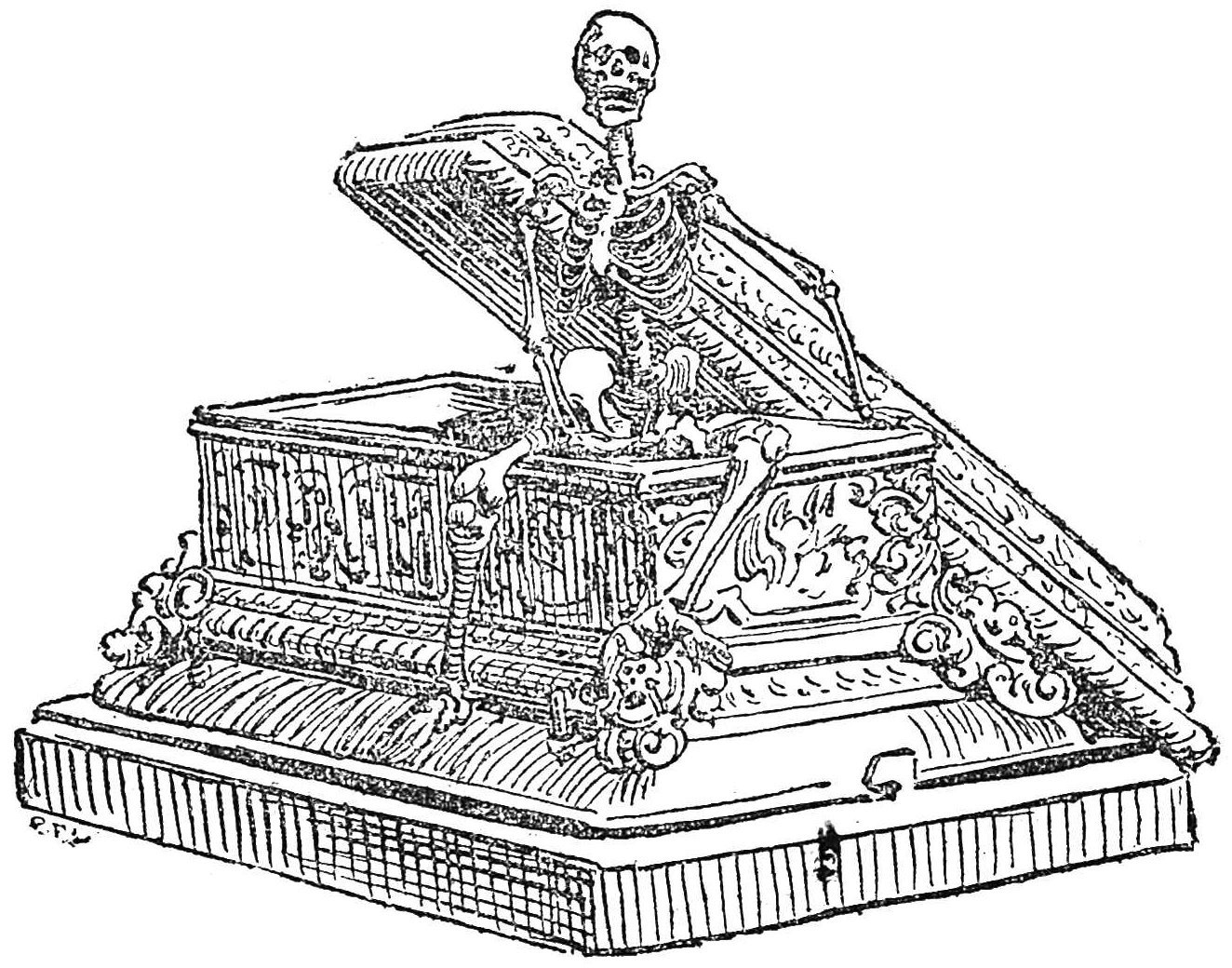
Gravure du sarcophage en argent exposé au Salon des artistes français de 1903.

Fort de sa nouvelle notoriété, Roukhomovsky expose au Salon des artistes français de 1903 un petit sarcophage d'argent ciselé abritant un squelette articulé en or, œuvre à laquelle il a consacré plusieurs années de travail,. Il obtient à cette occasion une médaille de 3e classe dans la sous-section d'art appliqué. Il réalise à la même époque une petite Victoire en or.
Après un passage à Odessa pour y chercher sa famille, il accomplit un projet de longue date en s'installant définitivement en France en septembre 1903. Bénéficiant de la protection d'Edmond de Rothschild, il ouvre un atelier de graveur sur métal au no 50 de la rue de Rivoli, à Paris,.

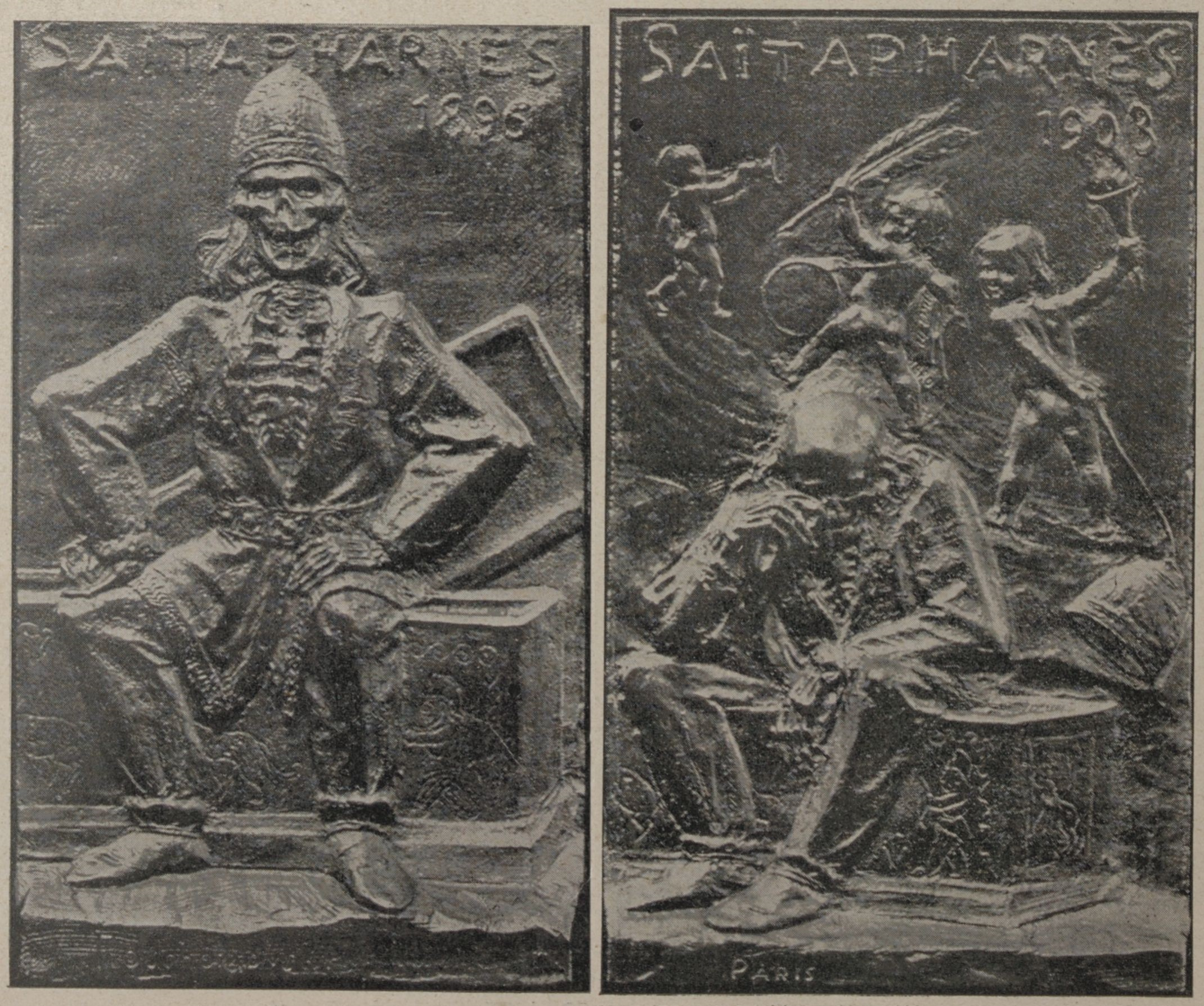
Photographies des deux faces de la plaquette humoristique vendue en 1904 au profit de l'Union française pour le sauvetage de l'enfance.

En 1904, Roukhomovsky revient avec humour sur l'affaire qui l'a rendu célèbre en réalisant une plaquette de bronze, qui est vendue au profit de l'Union française pour le sauvetage de l'enfance. D'un côté, portant la date « 1896 », on y voit le squelette ricanant de Saïtapharnès, coiffé de la tiare et émergeant triomphalement de son sarcophage. Au revers, portant la date « 1903 », le même personnage est en pleurs après avoir été découronné par trois putti symbolisant la publicité, la critique et la vérité.
Israël Roukhomovski meurt le 17 mars 1936 à son domicile du no 3 de la rue Petibon, à Boulogne-Billancourt. Il est inhumé le 20 mars au cimetière parisien de Bagneux (16e division).
Deux de ses fils, Salomon et Jacob, sont également connus en tant qu'artistes. Comme leur père, ils étaient de fervents sionistes.
En 1997, le Musée d'Israël présente une rétrospective de l'œuvre de Roukhomovski.